# 몬도야쿠진역
몬도야쿠진역(일본어: 門戸厄神駅, もんどやくじんえき)은 일본 효고현 니시노미야시에 있는 한큐전철 이마즈 선의 역이다. 역 번호는 HK-23이다.
몬도야쿠진 로토코지의 근처역으로, 대제의 날엔 많은 참배객으로 역이 붐빈다.

## 역사
- 1921년 9월 2일: 한신 급행전철(후, 한큐전철) 사이호 선의 다카라즈카 ~ 니시노미야키타구치 역 구간 개통과 동시에 개설.
- 1926년 12월 18일: 사이호 선이 이마즈 선으로 명칭 변경.
- 1979년: 연결 지하도 개통.
- 2013년 12월 21일: 역 번호 도입.

## 역 구조
상대식 승강장 2면 2선의 지상역이다. 분기기, 절대 신호가 없어 정류장으로 분류된다.
1970년대까지는 역사 북쪽(다카라즈카 방향)에 구내 건널목이 설치되어 있었지만, 철거 후 각 승강장 사이는 개찰 내 지하도(구내 건널목 흔적의 바로 밑)로 연결된다.
유인 개찰구는 1곳에서 다카라즈카 방면 승강장의 다카라즈카 방향에 있다. 다카라즈카 방면 승강장의 니시노미야키타구치 방향에는 자동 개찰기 없는 임시 개찰구도 마련되었고, 연결 지하도를 건설 중일 때는 임시 개찰구로 사용되어, 주로 몬도야쿠진의 대제 때 임시 개찰구로 사용되었던 것이 있다.
그 외, 니시노미야키타구치 행 승강장에는 정기권 카드 전용의 무인 개찰구가 설치되어 있는데, 이른 아침과 심야에는 폐쇄된다. 승강장 옆 도로에서 이 무인 개찰구에는 슬로프가 있지만 경사가 심하면서 2008년에 자판기 코너의 일부를 헐어 슬로프를 연장하고 비탈을 완화시켰다.

### 승강장
| 서측 | ■ 이마즈 선(하행) | 다카라즈카・니가와・가와니시노세구치・미노오 방면 |
| 동측 | ■ 이마즈 선(상행) | 니시노미야키타구치・오사카・고베・이마즈 방면     |

## 역 주변
- 니시노미야 시립 중앙 병원
- 몬도야쿠진 로토코지
- 고베 여자 학원 대학
- 고베 여자 학원 중학부・고등학부
- 간세이 가쿠인 대학 니시노미야 세이와 캠퍼스・세이와 단기 대학
- 니시노미야 시모오이치 우체국
- 니시노미야 마루하시 우체국
- 니시노미야 시립 고토 초등학교
- 이온 니시노미야점

## 사진

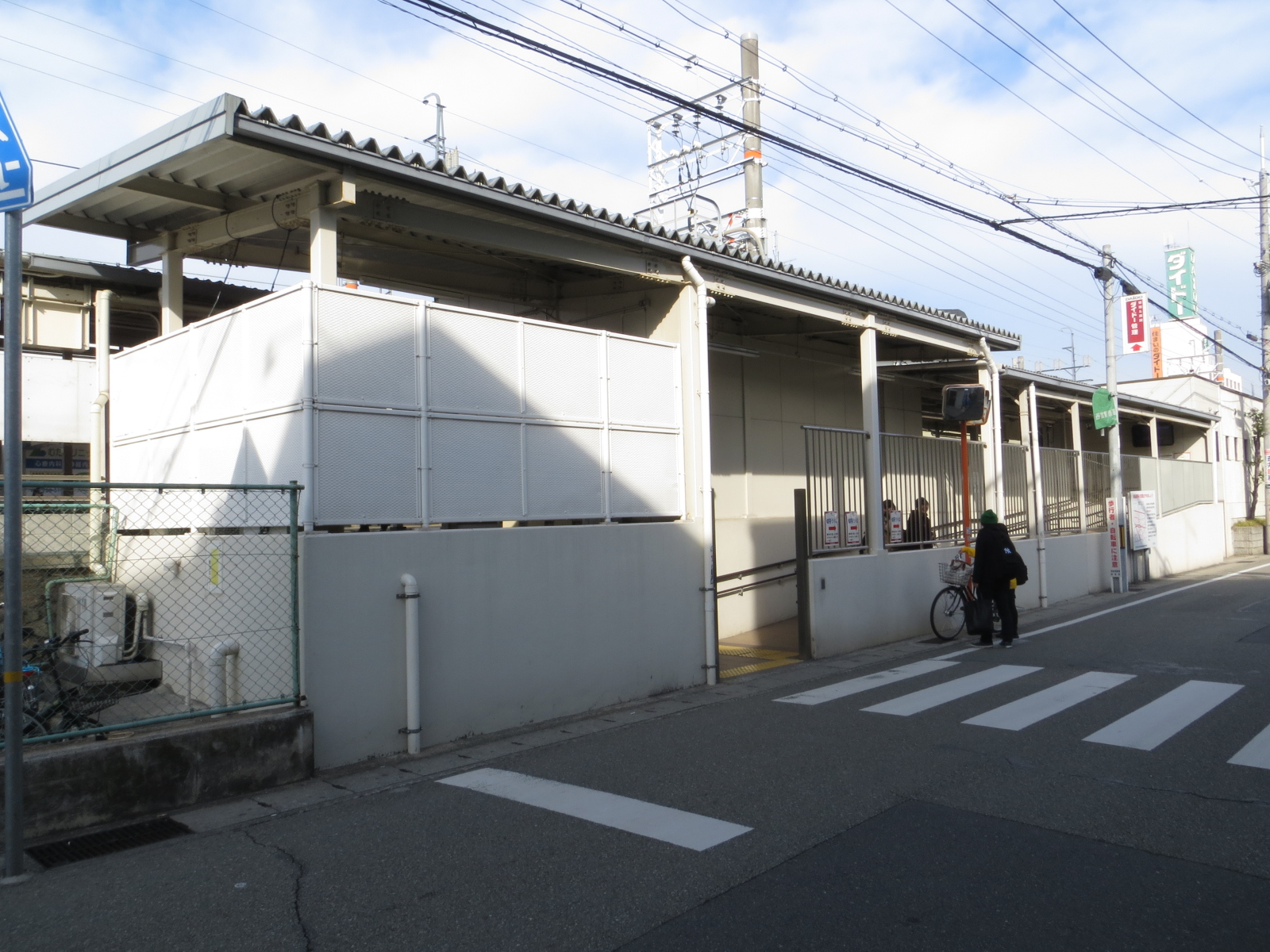
동쪽 출입구
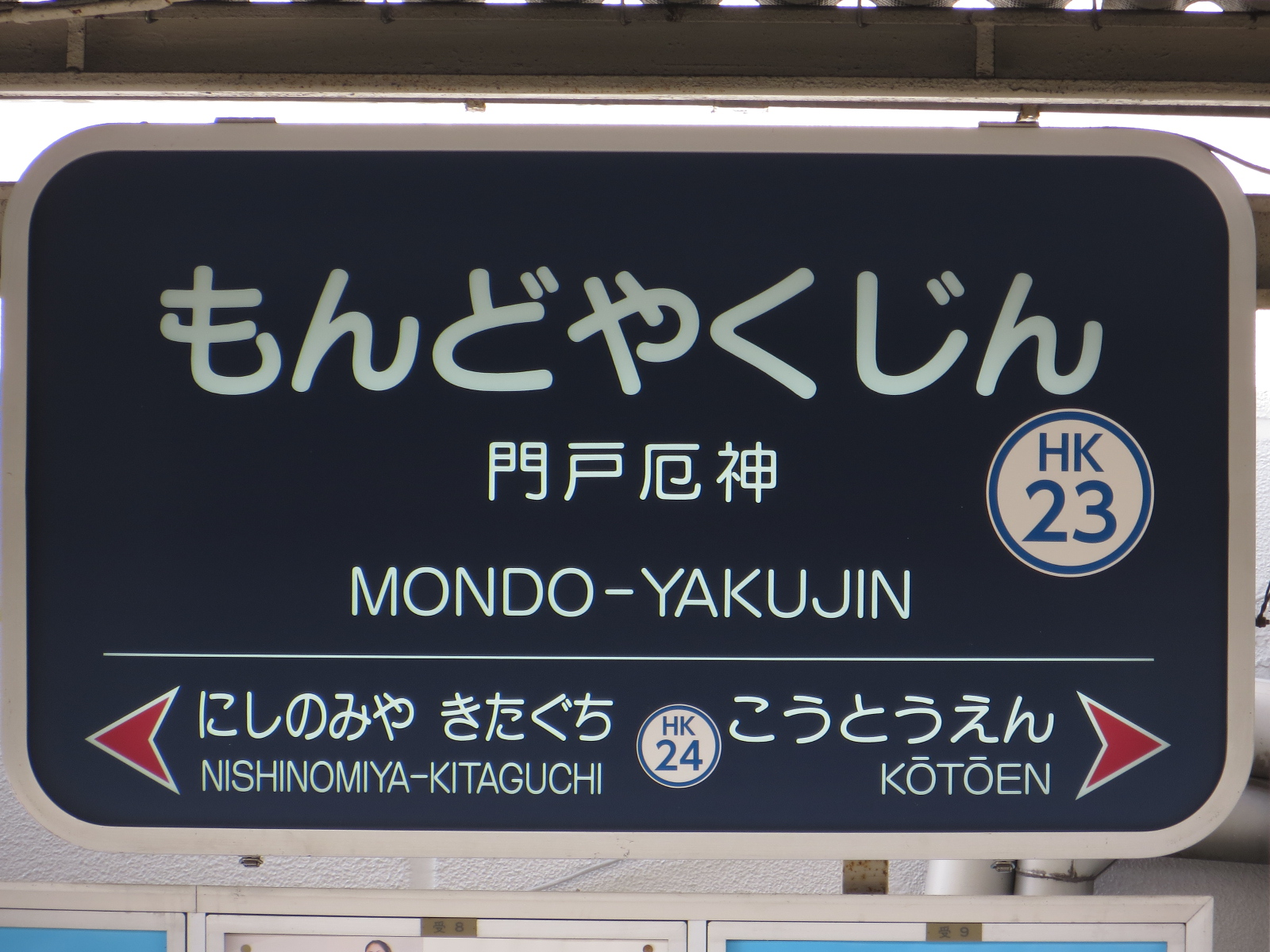
역명판

## 인접역
| 한큐 전철 ■ 이마즈 선(이마즈(북) 선) | 한큐 전철 ■ 이마즈 선(이마즈(북) 선)                                                 | 한큐 전철 ■ 이마즈 선(이마즈(북) 선)             |
| ------------------------------------ | ------------------------------------------------------------------------------------ | ------------------------------------------------ |
| HK-24 고토엔 다카라즈카 방면         | ■ 직통특급 "아타고" ■ 준급(준급은 우메다 행만 운전, 모두 니시노미야키타구치 역 통과) | 쓰카구치 HK-06 우메다 방면                       |
| HK-24 고토엔 다카라즈카 방면         | ■ 보통                                                                               | 니시노미야키타구치 HK-08 니시노미야키타구치 방면 |